# Powell County, Montana
Powell County är ett administrativt område i delstaten Montana, USA, med 7 027 invånare. Den administrativa huvudorten (county seat) är Deer Lodge. 

## Geografi
Enligt United States Census Bureau så har countyt en total area på 6 042 km². 6 024 km² av den arean är land och 18 km² är vatten. 

### Angränsande countyn
- Flathead County, Montana - nord
- Lewis and Clark County, Montana - nordost och öst
- Jefferson County, Montana - sydost
- Deer Lodge County, Montana - syd
- Granite County, Montana - sydväst
- Missoula County, Montana - väster